# 마쓰다이라 노부요시 (마쓰다이라 향 마쓰다이라가)
마쓰다이라 노부요시(일본어: 松平信吉, ? ~ 1542년)는 센고쿠 시대에 활약한 무장으로, 마쓰다이라 향 마쓰다이라 가의 5대 당주 마쓰다이라 가쓰시게의 2남이며, 6대 당주가 된다. 아버지와 형이 이와즈 성(岩津城)의 싸움에서 전사했기 때문에 가독을 이었다. 그러나 자신도 아즈키자카 전투(小豆坂の戦い)에서 장남 가쓰요시와 함께 전사했다.
| 전임 마쓰다이라 가쓰시게 | 제6대 마쓰다이라 향 마쓰다이라 가 당주 1533년 ~ 1542년 | 후임 마쓰다이라 지카나가 |